# Cogumelo-ostra
O Pleurotus ostreatus, comummente conhecido como cogumelo-ostra, é um cogumelo comestível do género Pleurotus. Esta espécie de cogumelo chegou a ser cultivada na Alemanha como medida de subsistência, durante a 1ª Guerra Mundial, assumindo-se hoje em dia como uma espécie amplamente cultivada em todo o mundo. 

## Nomes comuns
Dá ainda pelos seguintes nomes comuns: pleuroto-ostra e repolga

### Etimologia
Do que toca ao nome científico:
- O nome genérico, pleurotus[6], provém da aglutinação do étimo neolatino pleuro-[7], que signfica «lateral; ou relativo à pleura» com o étimo grego clássico οὖς (otus), que significa «orelha ou aleta»[8].
- O epiteto específico, ostreatus[9], provém do latim clássico, «semelhante a ostra; repleto de ostras»[9].

## Descrição
Trata-se de uma espécie assaz comum e fácil de identificar, graças aos seus carpóforos em forma de ostra. Produz várias frutificações ao ano.
Esta espécie de cogumelo caracteriza-se pela sua consistência dura e pela coloração variegada, a qual pode alternar entre o castanho-acinzentado, o cinzento-aço, o bege e o cinzento-escuro.
Os cogumelos-ostra são susceptíveis de se confundirem com outras 2 espécies de pleurotos comestíveis, designadamente: Pleurotus cornucopiae e Pleurotus pulmonarius.

### Morfologia

#### Umbráculo
Do que toca ao chapéu ou umbráculo do cogumelo-ostra, este pode medir entre 5 a 15 centímetros de diâmetro, se bem que há registo de alguns espécimes que chegaram a atingir os 30 centímetros de diâmetro. O umbráculo desta espécie tem um formato excêntrico, que varia entre o convexo e o plano. Quando é convexo, pode expandir-se em forma de espátula, de concha, ou de leque, com a margem delgada.

#### Cutícula
A cutícula da repolga é separável do chapéu, é glabra e húmida, tem uma superfície lisa e quebradiça, de aparência luzidia ou aspecto nédio.  Assume uma coloração que pode variar entre o zul-acinzentado, o castanho-acinzentado e o negro com matizes violáceos.

#### Lâminas
As lâminas apresentam-se como uma coloração esbranquiçada, matizada entre o branco-acinzentado e o creme-claro, sendo que assumem tonalidades mais cremes, à medida que maturam. São muito decorrentes, isto é aderem ao pé do cogumelo abaixo do seu ponte de inserção. O espaçamento entre as lâminas é sensivelmente apertada. As mesmas mostram-se desiguais entre si, são bifurcadas e intercomunicam, junto ao pé, por anastomose.

#### Pé
O pé ou pedúnculo é, por sinal, bastante curto. Tem uma consistência compacta e rija, encontrando-se revestido de pêlos brancos. Tem um posicionamento que pode variar entre o excêntrico, o lateral, o oblíquo ou pode ser mesmo inexistente.

#### Esporos
Têm uma coloração que alterna entre tons esbranquiçados, creme e amarelados.

## Distribuição
O cogumelo-ostra encontra-se em praticamente no mundo todo, contando com ampla distribuição na Península Ibérica.

### Ecologia
A repolga brota dos troncos de árvores , vivas ou mortas, e cepos de espécies de árvores folhosas, especialmente ulmeiros, faias, choupos e salgueiros. Medra em zonas húmidas, brotando entre grupos cespitosos e imbricados. 
O cogumelo-ostra é um sapróbio lenhícola, sendo certo que também pode actuar como parasita.
São comuns no Inverno e no Outono.

## Usos

### Espécie comestível
O pleuroto-ostra é uma espécie comestível de cogumelo, quando o espécime ainda é jovem, podendo ser preparado em sopas, molhos, saladas, refogados, marinados e até empanado. Pode ser preparado de modo parecido ao da carne.
A carne do cogumelo-ostra é de cor branca, textura compacta e pouco espessa excepto junto ao pé. Nos espécimes mais jovens, costuma ser mais macia, embora se tornando rapidamente rija e mesmo quase lenhosa no pé. O odor da carne é fúngico, agradável e suave. O sabor da carne é adocicado.
O pleuroto-ostra é nutritivo, rico em proteínas, contendo em relação à matéria seca 18.7% de proteínas, com onze aminoácidos. 

### Propriedades medicinais
Tem também princípios medicinais já relatados na literatura científica, incluindo as beta-glucanas em quantidade similar à encontrada em Agaricus blazei (polissacarídeos são comuns a todos os cogumelos pois fazem parte da parede das hifas) e compostos de baixo peso molecular, tais como a lovastatina (anticolesterolêmico e auxiliar em terapias de cardiopatias) e inúmeros compostos hidrossolúveis polares, de média polaridade e apolares, incluindo os derivados do ergosterol.

## Produção
A produção do pleuroto-ostra é feita em composto orgânico à base de serragem, farelo de arroz e/ou trigo e/ou soja, onde primeiramente é feita uma hidratação da mistura e a correção do pH por meio de calcário na sequência é feita uma esterilização para eliminação de concorrentes e depois a “semeadura” do fungo. O produto fica em repouso (corrida do micélio) por um período de tempo (75 dias) em local fechado e climatizado a 15 °C até o aparecimento dos frutos e sua colheita. Este processo também é conhecido como cultivo axénico.

## Conservação
Estes cogumelos podem ser conservados entre 10 a 15 dias no frigorífico (4 °C). Geralmente, são embalados em bandejas de isopor (200g), recobertos por filme de PVC, ou em pequenas caixas de papelão. O Cogumelo in natura é muito mais sadio, pois não leva nenhum agente de branqueamento e conserva muito mais o seu sabor original.